# Красновский, Александр Абрамович
Александр Абрамович Красновский (26 августа 1913 — 16 мая 1993) — советский и российский биохимик и биофизик, академик АН СССР.

## Биография
Родился 13 августа (по старому стилю) 1913 года в Одессе, в семье елисаветградского мещанина Абрама Алтеровича Красновского (Кодяцкого, 11 июня 1876 — ?) и Клары Маркусовны Красновской (в девичестве Аксельрод, 1880—?), заключивших брак там же 14 января 1907 года. Рано оставшись без отца, с матерью переехал в Москву, где 1928 году окончил школу-семилетку и поступил на химические курсы, которые впоследствии были реорганизованы в III Московский химический техникум Всехимпрома. Затем работал на Бутырском химическом заводе, и без отрыва от производства обучался на вечернем отделении Московского химико-технологического института имени Д. И. Менделеева, которое окончил в 1937 году с отличием, получив диплом инженера химика-технолога. После окончания отделения был рекомендован и принят в аспирантуру при этом же институте. В 1940 году защитил диссертацию на соискание учёной степени кандидата химических наук.
С 1940 года стал преподавателем МХТИ и вёл там научно-исследовательскую работу. Во время Великой Отечественной войны в 1941—1944 годах работал на военном химическом заводе в Сталиногорске (впоследствии эвакуированном в Кемеровскую область). В 1944 году поступил в докторантуру Института биохимии АН СССР, и впоследствии работал в этом институте. В 1948 году защитил докторскую диссертацию «Исследование фотохимических реакций при фотосинтезе». В 1954 году стал профессором кафедры биофизики МГУ имени М. В. Ломоносова. С 1959 года стал заведующим лаборатории фотобиохимии Института биохимии АН СССР. В 1962 году стал член-корреспондентом АН СССР. В 1970 году организовал лабораторию в Институте фотосинтеза АН СССР в Пущине. В 1975 году стал членом германского общества естествоиспытателей «Леопольдина». В 1976 году стал академиком АН СССР. В 1978—1988 годы — главный редактор журнала «Биофизика».
Похоронен на Троекуровском кладбище.
Сын — доктор биологических наук Александр Александрович Красновский (род. 1942), биохимик, профессор МГУ.

## Научные результаты
Подробно изучил первичные стадии фотосинтеза и фотохимию хлорофилла. Открыл реакции фотоиндуцированного окисления и восстановления хлорофиллов, что положило начало разработки теории работы фотосинтетического аппарата. Изучал размещение и образование пигментов в организмах. Открыл реакцию обратимого фотохимического восстановления аналогов и производных хлорофиллов. Выяснил механизм фотосенсибилизирующего действия хлорофилла при окислительно-восстановительных превращениях пиридиннуклеотидов, цитохромов, хинонов и других компонентов цепи переноса электрона. Обнаружил мономерные и агрегированные формы хлорофилла, бактериохлорофилла и их аналогов, экстрагировал из листьев белковый комплекс протохлорофила. Предложил ряд моделей химической эволюции фотосинтеза.

## Награды
- Премия имени А. Н. Баха (1950, 1975)
- Государственная премия СССР (1991)
- Орден Трудового Красного Знамени
- Орден «Знак Почёта»

## Избранная библиография
- Фотохимия хлорофилла // Проблемы биофитохимии : Сб. — М.: Наука, 1973. — С. 29-36.